# Тріщинуватість
Тріщинува́тість (природна) (рос. трещиноватость (естественная); англ. fracturing, jointing (natural); нім. Klüftigkeit f, Zerklüftung f (natürliche)) — властивість (порушеність монолітності) твердих тіл, яка виражається у розсіченості їх дрібними тріщинами різної протяжності, форми і просторового розміщення.
Притаманна практично всім гірським породам зі зростанням густоти тріщин у порядку: пісковики-алевроліти-аргіліти-мергелі-сланці-солі-вапняки-доломіти. Т. може покращувати шляхи дренування порід із поганими колекторськими властивостями і надавати колекторських властивостей щільним породам. Синонім — тріщинна пустотність.
Під час вивчення тріщинуватості, тобто  розривів суцільності порід без помітного зміщення пластів, застосовуються геоелектричні методи та сейсморозвідка, значно рідше – мікромагнітна зйомка, термометрія, радіометрія.
Наявність тріщин різко змінює фізичні властивості масиву гірської породи. 
Під час спостережень необхідно враховувати: 
1. загальний об’єм тріщин  відносно до об’єму гірських порід, які вивчаються;
2. розподіл і орієнтацію тріщин у геологічному просторі;
3. характер речовини, що заповнює тріщини.

Найчастіше для вивчення тріщинуватості використовують геоелектричні методи.
Залежно від співвідношення кількості води або повітря, які перебувають у тріщинах, електричний опір, відповідно, або падає, або зростає. У дуже тріщинуватих породах це дає змогу визначити глибину залягання підземних вод, а також намітити рівень, на якому відкрита тріщинуватість зникає. Однак визначити глибину залягання підземних вод у тріщинуватих породах можна лише за умови, що ці породи безпосередньо виходять на поверхню або перекриті наносами незначної потужності.
Тріщинуватість гірських порід спричиняє їх електричну анізотропію, тобто неоднакову електропровідність у різних напрямках. Це дає можливість використання кругових зондувань для визначення панівного напрямку простягання тріщин та зміни їх інтенсивності на різній глибині.
Вивчення тріщинуватості з успіхом проводиться також методом сейсморозвідки. Великі розходження в швидкостях поширення пружних коливань, а особливо хвильових картин у тріщинуватих зонах і в монолітних породах, у багатьох випадках забезпечують достовірність результатів. Найбільш характерну хвильову картину над тріщинуватими зонами можна одержати за допомогою високочастотної сейсморозвідки. Метод акустичного каротажу, що має значну проникну здатність, застосовується під час виділення тріщин у розрізах свердловин. На діаграмах швидкостей поширення  пружних коливань тріщини фіксуються за глибокими мінімумами.
Під час вивчення тріщинуватості особливо цінні результати можна одержати у разі спільного використання геоелектричних і сейсмічних методів з обов’язковим залученням усіх даних геологічного знімання, проходки гірських виробок та гідрогеологічного випробування свердловин.